# ابرفویل (آلاباما)
ابرفویل (به انگلیسی: Aberfoil) یک منطقهٔ مسکونی در ایالات متحده آمریکا است که در آلاباما واقع شده‌است. ابرفویل ۱۷۲ متر بالاتر از سطح دریا واقع شده‌است.